# Pierre de La Montagne
Pierre de La Montagne (Langon, 1755 – ca. 1825) was een Franse toneelschrijver, dichter en vertaler.
Voorafgaand aan de Franse Revolutie was de la Montagne correspondent van het Museum van Bordeaux en vervolgens lid van de "Académie des Sciences, Belles-lettres et Arts de Bordeaux". Vanaf zijn jeugd toonde de La Montagne een gelukkige gezindheid voor poëzie en publiceerde zijn eerste essays in tijdschriften. In 1773 sprak hij over "Stances à Voltaire malade". Hij vertaalde ook vanuit het Engels en Grieks naar het Frans.
- Bibliothèque nationale de France: cb10642367m (data)
- Gemeinsame Normdatei: 100582052
- International Standard Name Identifier: 0000 0000 3872 5403
- Library of Congress Control Number: n86857378
- Nederlandse Thesaurus van Auteursnamen: 074328611
- Virtual International Authority File: 52039826
- WorldCat: E39PBJkxHVqXTVWQ39w8MGYtrq